# Nothofagus moorei
Nothofagus moorei là một loài thực vật có hoa trong họ Nothofagaceae. Loài này được (F.Muell.) Krasser mô tả khoa học đầu tiên năm 1896.

## Hình ảnh

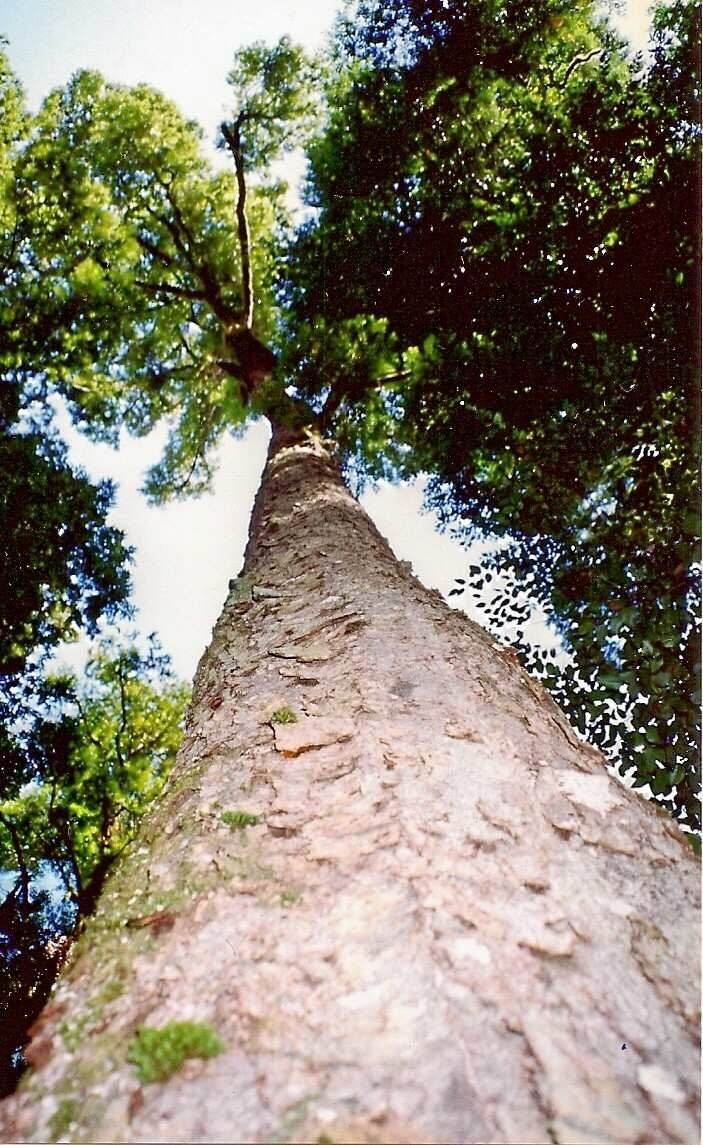
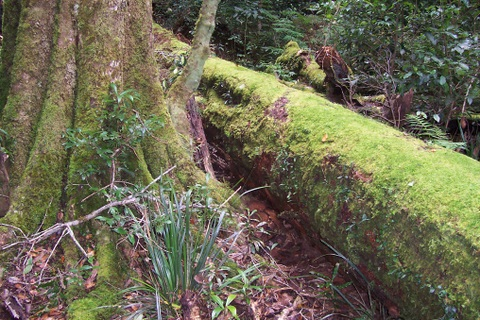
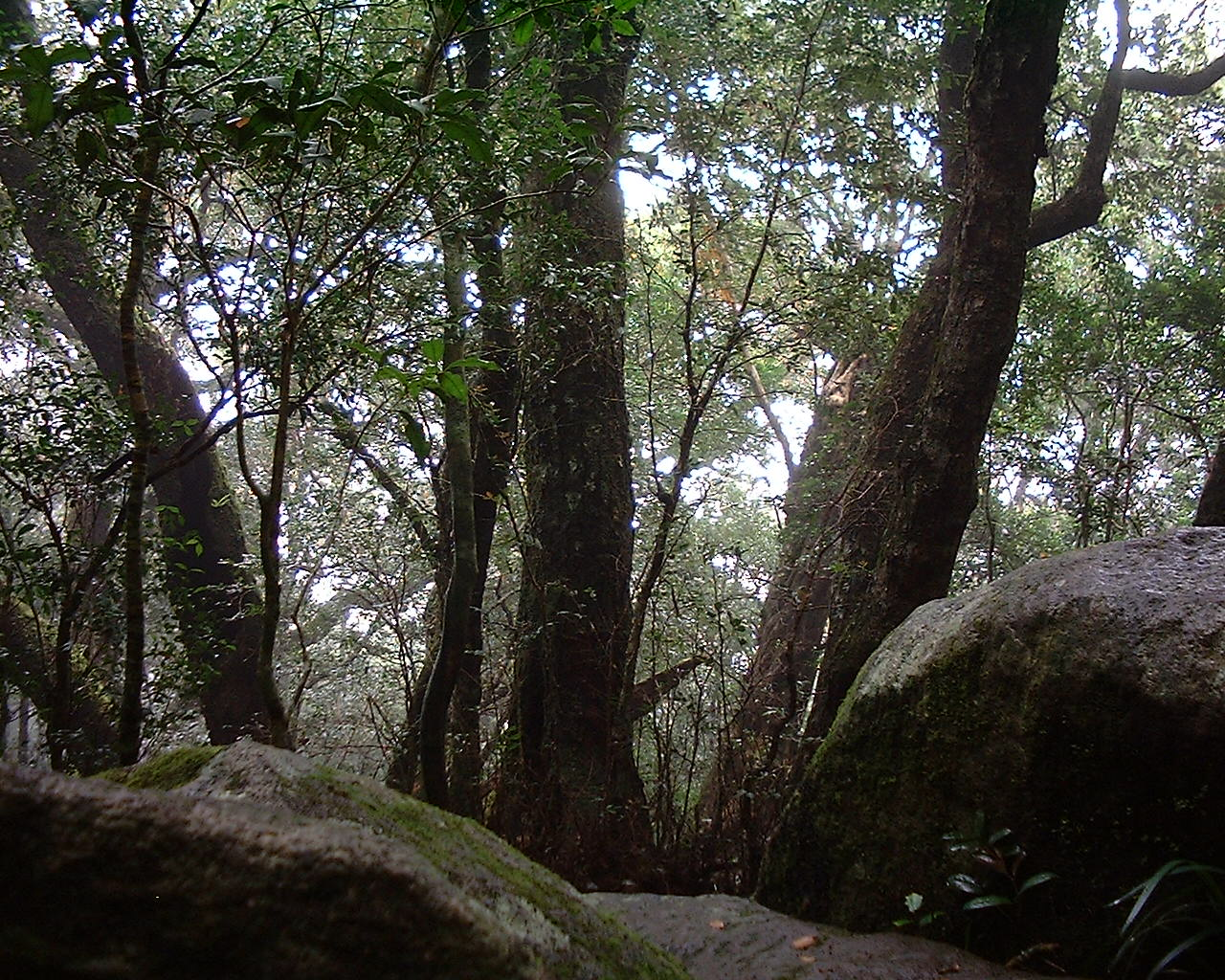
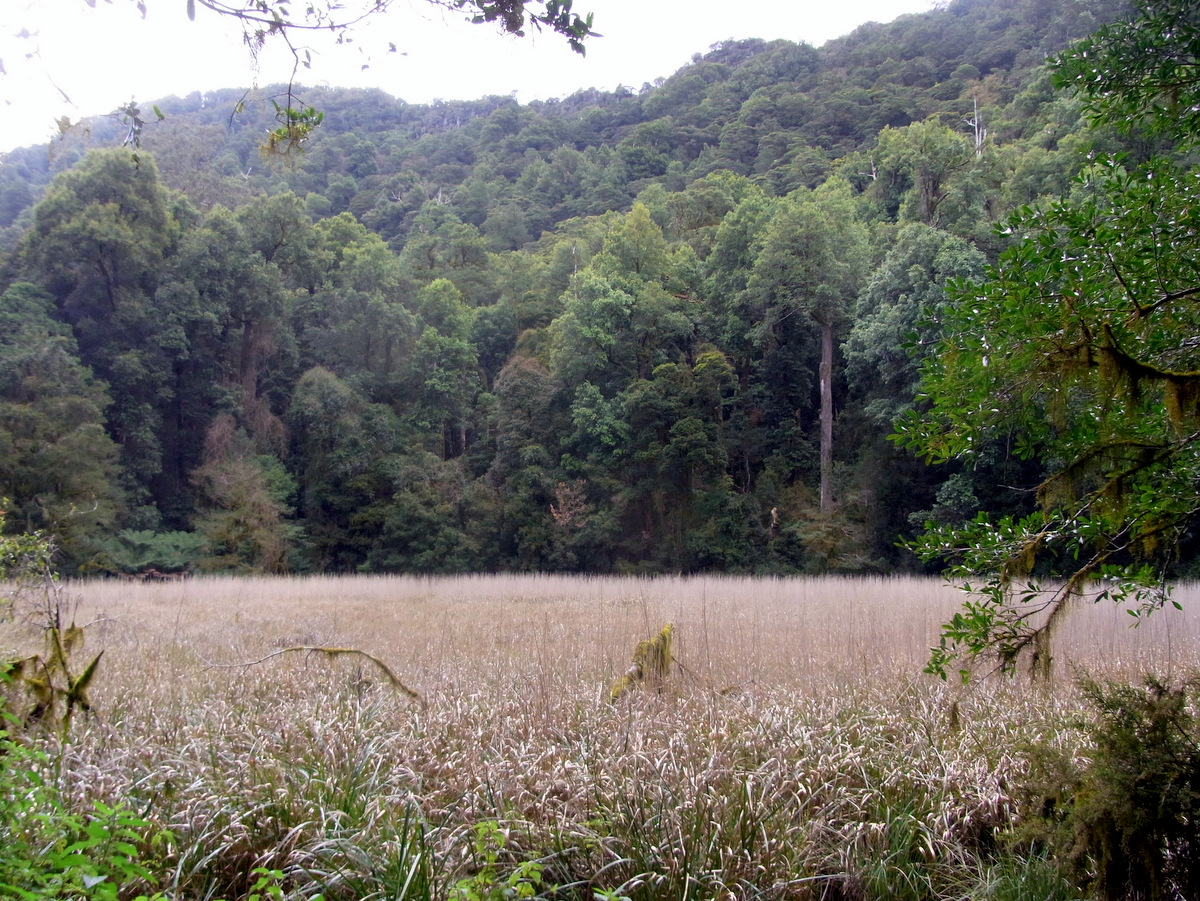